# Loulle
Loulle là một xã trong vùng hành chính Franche-Comté, thuộc tỉnh Jura, quận Lons-le-Saunier, tổng Champagnole. Tọa độ địa lý của xã là 46° 42' vĩ độ bắc, 05° 52' kinh độ đông. Loulle nằm trên độ cao trung bình là 681 mét trên mực nước biển, có điểm thấp nhất là 610 mét và điểm cao nhất là 776 mét. Xã có diện tích 10.90 km², dân số vào thời điểm 1999 là 177 người; mật độ dân số là 16 người/km².

## Thông tin nhân khẩu
| 1962 | 1968 | 1975 | 1982 | 1990 | 1999 |
| ---- | ---- | ---- | ---- | ---- | ---- |
| 80   | 114  | 105  | 160  | 169  | 177  |

## Địa điểm tham quan
Nhà thờ Saint-Laurent được xây trong thế kỉ thứ 16.